# 杉田立卿
杉田 立卿（すぎた りゅうけい、1787年1月4日（天明6年11月15日）- 1845年11月30日（弘化2年11月2日））は、江戸時代後期の蘭方医である。名は預（予）。号は錦腸。

## 経歴・人物
杉田玄白とその後妻だったいよの次男として江戸に生まれる。当時オランダ通詞を務めていた馬場佐十郎からオランダ語を学んだ後、父玄白の勧めにより江戸で初の蘭方眼科医となり、小浜藩の侍医として独立した。
後に多くの洋医学の研究や翻訳に携わり、1822年（文政5年）には江戸幕府の天文台訳員となる。天保のころには老中水野忠邦の命によりオランダ語の正典の翻訳に師事し、晩年はその業績を子の杉田成卿に引き継いだ。門下に本間棗軒（玄調）らがいる。

## 翻訳した著書
- 『眼科新書』- 1815年（文化12年）刊行[2]。原作はオーストリアの医学者ヨーゼフ・ヤーコプ・プレンク（英語版）が執筆した著書[1][2]。
- 『瘍科新選』
- 『日本幽囚記』- 青地林宗との共同翻訳[1][2]。ゴローニン事件の首謀者であるヴァシーリー・ゴロヴニーンが執筆した著書[2]。
- 『日用百科辞典』- ノエル・ショメル著[2]。